# Agnes Allafi
Agnes Allafi   (21 de gener de 1959) és una sociòloga i política txadiana.

## Joventut
El pare d'Allafi va ser oficial de l'exèrcit de François Tombalbaye fins al 1975, i va ser executat per ordre de Hissène Habré quan Habré va prendre el control de N'Djamena a l'octubre de 1982. Poc després que Habré prengués el poder, el marit d'Allafi va ser assassinat per la policia secreta d'Habré. Després de la mort del seu marit, Allafi va fugir al Camerun amb la seva família.

## Educació
El 1980, Allafi va obtenir el títol de batxillerat a Bongor. Després de graduar-se, Allafi es va convertir en professora des de 1981 fins al 1982. Després de traslladar-se a Benín el 1985, Allafi va obtenir un màster en sociologia en la Universitat Nacional de Benín. La seva tesi versava sobre l'aplicació de l'article 124 de la constitució de Benín, que garantia la igualtat de drets entre dones i homes.

## Carrera política
Allafi va tornar al Txad després de la fi del govern d'Habré el 1990 i es va incorporar al Consell Provisional de la República, exercint la seva comissió de serveis socials i de salut. També es va convertir en una de les primeres dones líders del partit Moviment de Salvació Patriòtica (MSP). Allafi es va incorporar al Ministeri d'Agricultura el 1992 i va continuar com a membre del govern al començament dels anys 2000.

## Drets de les dones
Allafi va donar suport als drets de les dones i el 1995 es va convertir en líder de la delegació txadiana a la Conferència Internacional de Dones de Beijing. De gener de 1998 a desembre de 1999 i de juny de 2002 a juny de 2003 va ser ministra de serveis socials. Allafi també va organitzar una conferència de dones txadianes el 1999, va crear un caucus per a dones al parlament del Txad i va crear un parlament per a joves.